# Australia en los Juegos Paralímpicos de Pekín 2008
Australia estuvo representada en los Juegos Paralímpicos de Pekín 2008 por un total de 161 deportistas, 89 hombres y 72 mujeres.

## Medallistas
El equipo paralímpico australiano obtuvo las siguientes medallas:
| Nombre | Deporte                       | Evento                                      |
| --- | ----------------------------- | ------------------------------------------- |
| Oro |                               |                                             |
| Lisa McIntosh | Atletismo                     | 100 m T37 femenino                          |
| Lisa McIntosh | Atletismo                     | 200 m T37 femenino                          |
| Christine Wolf | Atletismo                     | Salto de longitud F42 femenino              |
| Heath Francis | Atletismo                     | 100 m T46 masculino                         |
| Heath Francis | Atletismo                     | 200 m T46 masculino                         |
| Heath Francis | Atletismo                     | 400 m T46 masculino                         |
| Evan O'Hanlon | Atletismo                     | 100 m T38 masculino                         |
| Evan O'Hanlon | Atletismo                     | 200 m T38 masculino                         |
| Kurt Fearnley | Atletismo                     | Maratón T54 masculino                       |
| Christopher Mullins Evan O'Hanlon Tim Sullivan Darren Thrupp | Atletismo                     | 4 × 100 m T35-38 masculino                  |
| Dylan Alcott Brendan Dowler Justin Eveson Michael Hartnett Adrian King Tristan Knowles Grant Mizens Brad Ness Shaun Norris Troy Sachs Tige Simmons Brett Stibners                | Baloncesto en silla de ruedas | Torneo masculino                            |
| Christopher Scott | Ciclismo en pista             | Persecución individual CP4 masculino        |
| Michael Gallagher | Ciclismo en pista             | Persecución individual LC1 masculino        |
| Kieran Modra | Ciclismo en pista             | Persecución individual B VI 1-3 masculino   |
| Katrina Porter | Natación                      | 100 m espalda S7 femenino                   |
| Matthew Cowdrey | Natación                      | 50 m libre S9 masculino                     |
| Matthew Cowdrey | Natación                      | 100 m libre S9 masculino                    |
| Matthew Cowdrey | Natación                      | 100 m espalda S9 masculino                  |
| Matthew Cowdrey | Natación                      | 200 m estilos SM9 masculino                 |
| Peter Leek | Natación                      | 100 m mariposa S8 masculino                 |
| Peter Leek | Natación                      | 200 m estilos SM8 masculino                 |
| Rick Pendleton | Natación                      | 200 m estilos SM10 masculino                |
| Ben Austin Peter Leek Matthew Levy Ricardo Moffatti Sam Bramham Matthew Cowdrey Daniel Bell Rick Pendleton                                                                       | Natación                      | 4 × 100 m estilos (34 ptos.) masculino      |
| Plata |                               |                                             |
| Katherine Proudfoot | Atletismo                     | Disco F35/36 femenino                       |
| Amanda Fraser | Atletismo                     | Disco F37/38 femenino                       |
| Angela Ballard Christie Dawes Madison de Rozario Jemima Moore | Atletismo                     | 4 × 100 m T53/54 femenino                   |
| Kurt Fearnley | Atletismo                     | 800 m T54 masculino                         |
| Kurt Fearnley | Atletismo                     | 5000 m T54 masculino                        |
| Richard Colman | Atletismo                     | 200 m T53 masculino                         |
| Brad Scott | Atletismo                     | 800 m T37 masculino                         |
| Paul Raison | Atletismo                     | Peso F44 masculino                          |
| Aaron Chatman | Atletismo                     | Salto de altura F44/46 masculino            |
| Felicity Johnson | Ciclismo en pista             | 1 km contrarreloj B VI 1-3 femenino         |
| Lindy Hou | Ciclismo en pista             | Persecución individual B VI 1-3 femenino    |
| Ben Demery | Ciclismo en pista             | 1 km contrarreloj B VI 1-3 masculino        |
| Ben Demery | Ciclismo en pista             | Velocidad individual B VI 1-3 masculino     |
| Christopher Scott | Ciclismo en ruta              | Contrarreloj CP4 masculino                  |
| Darren Gardiner | Levantamiento de potencia     | +100 kg masculino                           |
| Sarah Bowen | Natación                      | 100 m braza SB6 femenino                    |
| Ellie Cole | Natación                      | 100 m mariposa S9 femenino                  |
| Marayke Jonkers | Natación                      | 150 m estilos SM4 femenino                  |
| Peter Leek | Natación                      | 100 m espalda S8 masculino                  |
| Peter Leek | Natación                      | 50 m libre S8 masculino                     |
| Peter Leek | Natación                      | 400 m libre S8 masculino                    |
| Matthew Cowdrey | Natación                      | 100 m mariposa S9 masculino                 |
| Matthew Cowdrey | Natación                      | 400 m libre S9 masculino                    |
| Blake Cochrane | Natación                      | 100 m braza SB7 masculino                   |
| Michael Anderson | Natación                      | 100 m espalda S10 masculino                 |
| Ben Austin Peter Leek Sam Bramham Matthew Cowdrey | Natación                      | 4 × 100 m libre (34 ptos.) masculino        |
| John Maclean Kathryn Ross | Remo                          | Scull doble TAMix2x mixto                   |
| Bryce Alman Ryley Batt Grant Boxall Shane Brand Cameron Carr Nazim Erdem George Hucks Steve Porter Ryan Scott Greg Smith Scott Vitale                                            | Rugby en silla de ruedas      | Torneo mixto                                |
| Rachael Cox Daniel Fitzgibbon | Vela                          | SKUD18 de dos personas mixto                |
| Bronce |                               |                                             |
| Christine Wolf | Atletismo                     | 100 m T42 femenino                          |
| Julie Smith | Atletismo                     | 200 m T46 femenino                          |
| Madeleine Hogan | Atletismo                     | Jabalina F42-46 femenino                    |
| Jodi Willis-Roberts | Atletismo                     | Peso F12/13 femenino                        |
| Richard Colman | Atletismo                     | 400 m T53 masculino                         |
| Kurt Fearnley | Atletismo                     | 1500 m T54 masculino                        |
| Aaron Chatman Heath Francis Paul Raison Stephen Wilson | Atletismo                     | 4 × 100 m T42-46 masculino                  |
| Clare Burzynski Shelley Chaplin Cobi Crispin Melanie Domaschenz Kylie Gauci Melanie Hall Katie Hill Bridie Kean Tina McKenzie Kathleen O'Kelly-Kennedy Sarah Stewart Liesl Tesch | Baloncesto en silla de ruedas | Torneo femenino                             |
| Jayme Paris | Ciclismo en pista             | 500 m contrarreloj LC3-4/CP3 femenino       |
| Lindy Hou | Ciclismo en pista             | 1 km contrarreloj B VI 1-3 femenino         |
| Christopher Scott | Ciclismo en pista             | 1 km contrarreloj CP4 masculino             |
| Greg Ball | Ciclismo en pista             | 1 km contrarreloj LC3-4 masculino           |
| Kieran Modra | Ciclismo en pista             | 1 km contrarreloj B VI 1-3 masculino        |
| Bryce Lindores | Ciclismo en pista             | Persecución individual B VI 1-3 masculino   |
| Michael Gallagher | Ciclismo en ruta              | Ruta LC1-2/CP4 masculino                    |
| Georgia Bruce | Hípica                        | Doma individual grado IV mixto              |
| Georgia Bruce | Hípica                        | Doma individual estilo libre grado IV mixto |
| Jacqueline Freney | Natación                      | 50 m libre S8 femenino                      |
| Jacqueline Freney | Natación                      | 100 m libre S8 femenino                     |
| Jacqueline Freney | Natación                      | 400 m libre S8 femenino                     |
| Ellie Cole | Natación                      | 100 m espalda S9 femenino                   |
| Ellie Cole | Natación                      | 400 m libre S9 femenino                     |
| Katrina Lewis | Natación                      | 50 m libre S10 femenino                     |
| Annabelle Williams | Natación                      | 100 m mariposa S9 femenino                  |
| Peter Leek | Natación                      | 100 m libre S8 masculino                    |
| Jay Dohnt | Natación                      | 400 m libre S7 masculino                    |
| Russell Boaden Colin Harrison Graeme Martin | Vela                          | Sonar de tres personas mixto                |